# Вальпургиева ночь (роман)
«Вальпургиева ночь» (нем. Walpurgisnacht) — третий роман австрийского писателя Густава Майринка, опубликованный в 1917 году в Лейпциге издательством Курта Вольфа.

## Особенности сюжета
Написанный в гротесковой манере, роман сочетает традиционные для Майринка элементы — мистику, основанную на смешении различных эзотерических доктрин, и язвительную иронию над миром косных обывателей, в данном случае — над австрийскими аристократами из Градишина и связанными с ними чиновниками-бюргерами.
События романа происходят во время Первой мировой войны в Праге, любимом городе Майринка, который уже был местом действия его первого романа, и которому писатель приписывал магическую сущность.
Сюжет разворачивается вокруг двух пар персонажей — императорского лейб-медика Тадеуша Флугбайля и его бывшей любовницы, впавшей в нищету старой проститутки по прозвищу Богемская Лиза, и юного скрипача Оттакара Вондрейка, внебрачного сына графини Заградки «из рода Борживоев», и его возлюбленной, племянницы графини, Поликсены.
К этому списку примыкают таинственный актер Зрцадло, в котором Флугбайль в миг озарения прозревает потустороннюю креатуру, не человека, но лишь точку, в которой концентрируются демонические силы, и посвященный в восточные мистерии татарин Молла Осман, единственный из персонажей, на которого эти силы не действуют.
Основные события связаны с колдовской Вальпургиевой ночью, когда, согласно поверью, приоткрывается зазор между мирами, и на время перестают действовать обычные причинно-следственные связи. Развивая эту мифологему, использованную некогда Гёте, Майринк конструирует образ Космической Вальпургиевой ночи, позволяющий объяснить ужас мировой войны и грядущей социальной революции вторжением в человеческий мир демонических потусторонних сил.
Кульминацией романа становится кровавое восстание в Праге, воскрешающее картины времён Гуситских войн.
Впоследствии роман Майринка воспринимался как своего рода предостережение, так как через год в Праге действительно произошло националистическое выступление, подавленное, как и в романе, имперскими войсками.
В «Вальпургиевой ночи» в той или иной форме, часто пародийной или гротескной, использованы эзотерические сюжеты, проходящие сквозной нитью через все романы Майринка: инициация, магический путь претендента, алхимический брак, исполнение героем, в котором оживает череда предков, родового предназначения.

## Культурное влияние
В 1963 роман был издан во французском переводе с обширным предисловием известного писателя-эзотерика («гностика») Раймона Абеллио и глоссарием, составленным энтузиастом «тайных доктрин» Жераром Эймом, возродившими у широкой публики интерес к полузабытому австрийскому автору.
Текстами французских исследователей, содержащими любопытные, но не всегда достоверные сведения, пользовались популяризаторы творчества Майринка в России Е. Головин, Ю. Стефанов, В. Крюков.
В России роман был известен ещё в 1920-е годы, и комментаторы Майринка предполагают, что образ Арчибальда Арчибальдовича у Булгакова содержит отсылку к одному из персонажей «Вальпургиевой ночи»: господину Венцелю Бздинке, хозяину заведения «Зеленая лягушка».